# Perclorato di bario
Il perclorato di bario è il sale di bario dell'acido perclorico, di formula Ba(ClO4)2. A temperatura ambiente si presenta come un solido bianco inodore. 
Pur non essendo combustibile, è in grado di accelerare la combustione di altri materiali. Se posto a contatto con il fuoco o con fonti di intenso calore può esplodere; per questa caratteristica è usato nella pirotecnica.